# Claudio Vargas
Claudio David Vargas (n. Asunción, Paraguay; 15 de diciembre  de 1985) es un exfutbolista paraguayo que jugó como volante y su último equipo fue Independiente CG.

## Clubes
| Club             | País      | Año       |
| ---------------- | --------- | --------- |
| River Plate      | Paraguay  | 2000-2002 |
| Sol de América   | Paraguay  | 2003      |
| Unione Venezia   | Italia    | 2003-2004 |
| Cerro Porteño    | Paraguay  | 2005      |
| Udinese          | Italia    | 2006-2007 |
| Treviso          | Italia    | 2007-2008 |
| Sportivo Luqueño | Paraguay  | 2008-2009 |
| Olimpia          | Paraguay  | 2009      |
| Atlético Tucumán | Argentina | 2010      |
| Sportivo Luqueño | Paraguay  | 2011      |
| 3 de Febrero     | Paraguay  | 2011      |
| Sportivo Luqueño | Paraguay  | 2012-2013 |
| Libertad         | Paraguay  | 2013-2014 |
| Olimpia          | Paraguay  | 2015-2016 |
| Sol de América   | Paraguay  | 2017      |
| Independiente CG | Paraguay  | 2018-2020 |

## Palmarés
| Título               | Club          | País     | Año  |
| -------------------- | ------------- | -------- | ---- |
| Campeonato Paraguayo | Cerro Porteño | Paraguay | 2005 |
| Torneo Clausura      | Libertad      | Paraguay | 2014 |
| Torneo Clausura      | Olimpia       | Paraguay | 2015 |

- Datos: Q779747